# Råcksta (metropolitana di Stoccolma)
Råcksta è una stazione della metropolitana di Stoccolma.
È localizzata presso l'omonimo quartiere, a sua volta situato all'interno della circoscrizione di Hässelby-Vällingby, e giace sulla linea verde T19 della rete metroviaria locale fra le stazioni Blackeberg e Vällingby.
Divenne ufficialmente operativa il 26 ottobre 1952, proprio come tutte le altre fermate incluse nel tratto fra Hötorget e Vällingby.
La piattaforma è collocata in superficie, geograficamente compresa tra le strade Bergslagsvägen e Jämtlandsgatan. Proprio in corrispondenza di quest'ultima è ubicato l'unico ingresso presente. La stazione è stata progettata dall'architetto Peter Celsing, mentre nel 2001 l'artista Mia E. Göransson ha apportato contributi artistici decorativi.
Il suo utilizzo medio quotidiano durante un normale giorno feriale è pari a 3.500 persone circa.

## Tempi di percorrenza
| Linea | Capolinea       | Tempo  | Stazione                                     | Tempo                             |
| T19   | Hässelby strand | 7 min  | Åkeshov Alvik T-Centralen Gamla stan Slussen | 7 min 14 min 27 min 28 min 30 min |
| T19   | Hagsätra        | 50 min | Åkeshov Alvik T-Centralen Gamla stan Slussen | 7 min 14 min 27 min 28 min 30 min |